# 萨克森-希尔德布格豪森
萨克森-希尔德布格豪森（Sachsen-Hildburghausen）是韦廷家族在图林根的一个邦国。1680年由萨克森-哥达分裂产生。1702年升为公国，1826年并入萨克森-迈宁根。

## 成立背景
萨克森-哥达公爵兼萨克森-阿尔滕堡公爵恩斯特一世有12个儿子，其中有七人活到成年。1675年，恩斯特一世去世，他活着的最年长的儿子腓特烈继承了他的领地。但遭到其他儿子的反对。1680年，弗里德里希一世与六个弟弟通过协议瓜分了父亲的领土。其中恩斯特一世的第九子恩斯特得到海德堡、艾斯费尔德和希尔德布格豪森，称萨克森-希尔德布格豪森亲王。

## 简史
1702年，萨克森-希尔德布格豪森升为公国。1705年得到松讷费尔德，1714年得到贝林根。萨克森-希尔德布格豪森的公爵们在希尔德布格豪森修建了法式的宫殿和许多奢华的建筑。
1806年，萨克森-希尔德布格豪森加入莱茵邦联，1816年加入德意志邦联。1818年，萨克森-希尔德布格豪森宪法正式实施。
1825年，萨克森-哥达-阿尔滕堡绝嗣。哥达归于萨克森-科堡-萨尔费尔德；阿尔滕堡归于萨克森-希尔德布格豪森。1826年，恩斯廷系诸邦国领地重新划分。萨克森-希尔德布格豪森将本土交给萨克森-迈宁根，成为萨克森-阿尔滕堡公国。萨克森-希尔德布格豪森公爵弗里德里希改称萨克森-阿尔滕堡公爵。

## 历任亲王与公爵列表

### 萨克森-希尔德布格豪森亲王
- 1680年—1702年：恩斯特

### 萨克森-希尔德布格豪森公爵
1. 1702年—1715年：恩斯特

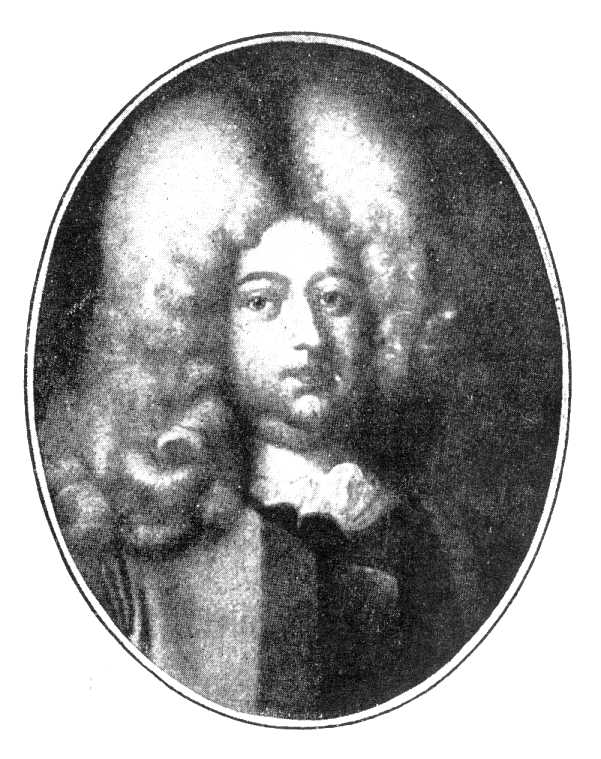
第一任萨克森-希尔德布格豪森公爵恩斯特

2. 1715年—1724年：恩斯特·腓特烈一世
3. 1724年—1745年：恩斯特·腓特烈二世
4. 1745年—1780年：恩斯特·腓特烈三世
5. 1780年—1826年：腓特烈